# Yob
A Yob (gyakran YOB-ként stilizálva) amerikai doom/stoner/post-metal együttes. 1996-ban alakultak az Oregon állambeli Eugene-ban. 2006-ban feloszlottak, majd 2008-ban újból összeálltak.

## Tagok
- Mike Scheidt – ének, gitár (1996–)
- Aaron Rieseberg – basszusgitár (2009–)
- Travis Foster – dob (2003–2005, 2008–)

Korábbi tagok
- Lowell Iles – basszusgitár (1996-2001)
- Greg Ocon – dob (1996-2001)
- Gabe Morley – dob (2001–2003)
- Isamu Sato – basszusgitár (2001–2005)

## Diszkográfia
- Elaborations of Carbon (12th Records, 2002)
- Catharsis (Abstract Sounds, 2003)
- The Illusion of Motion (Metal Blade, 2004)
- The Unreal Never Lived (Metal Blade, 2005)
- The Great Cessation (Profound Lore, 2009)
- Atma (Profound Lore, 2011)
- Clearing the Path to Ascend (Neurot Recordings, 2014)
- Our Raw Heart (Relapse, 2018)

## Egyéb kiadványok
Demók
- YOB (2000)

Split lemezek
- Label Showcase - Profound Lore Records (Scion Audio Visual, 2012)

Koncert albumok
- Live at Roadburn 2010 (Roadburn Records, 2011)
- The Unreal Never Lived: Live at Roadburn 2012 (Roadburn Records, 2014)